# Ratnagiri (distrikt)

Distriktets läge i Maharashtra.

Ratnagiri är ett distrikt i delstaten Maharashtra i västra Indien. Befolkningen uppgick till 1 696 777 invånare vid folkräkningen 2001, på en yta av 8 208 kvadratkilometer. Den administrativa huvudorten är Ratnagiri. 

## Administrativ indelning
Distriktets är indelat i nio tehsil (en kommunliknande enhet):
- Chiplun
- Dapoli
- Guhagar
- Khed
- Lanja
- Mandangad
- Rajapur
- Ratnagiri
- Sangameshwar

## Städer
Distriktets städer är Ratnagiri, distriktets huvudort, samt:
- Chiplun, Dapoli Camp, Guhagar, Jalgaon, Khed, Kherdi, Lanja, Nachane och Rajapur